# Franz Sachs
Franz Sachs (20. Dezember 1906 in Waldreichs – 14. Juli 1943 in Wien) war ein österreichischer Widerstandskämpfer, der 1943 vom NS-Regime hingerichtet wurde.

## Leben
Franz Sachs erlernte in Wien das Schriftenmalergewerbe. Er schloss sich der Sozialistische Arbeiter-Jugend (SAJ) an und wurde auch Mitglied der Freien Gewerkschaft der Bau- und Holzarbeiter. Sowohl die SAJ, als auch die Freie Gewerkschaft wurden 1934 durch den Austrofaschismus verboten, bzw. aufgelöst. Sachs bildete sich weiter, wurde schließlich selber Vortragender an der Zentralstelle für das Bildungswesen, dem größten Bildungsinstitution der Arbeiterbewegung. Ab 1933 war er größtenteils arbeitslos, auf Grund seiner Gewerkschaftsarbeit wollten ihn die Unternehmer nicht mehr anstellen. Ab 1934, als die Gewerkschaft illegal war, wurde er Kassier, des Weiteren war er Kolporteur der ebenfalls seit 1934 illegalen Arbeiter-Zeitung. Im Jahr 1938 wurde Franz Sachs Werkmeister im Reichsbahnausbesserungswerk in Wien-Floridsdorf. Hier unterstützte er die kommunistische Widerstandsgruppe bei der Niederschrift von Flugblättern. Die Gruppe flog auf und Sachs wurde am 18. April 1942 verhaftet. Am 27. Februar 1943 wurde er zusammen mit vier Kameraden vom 2. Senat des Volksgerichtshofes zum Tode verurteilt. Franz Sachs wurde am 14. Juli 1943 im Landesgerichtsgebäude I in Wien hingerichtet.

## Gedenken
- 1950: Mahnmal Unsterbliche Opfer gefallen für Österreichs Freiheit 1934, 1938–1945 (heute Ruthnergasse in Wien-Floridsdorf)
- 1977: Mahnmal den Opfern des Faschismus 1938–1945 (Hainburger Friedhof)
- Gedenkstätte für die Opfer der NS-Justiz im Landesgericht für Strafsachen Wien[1]
- Ehrenhain der Gruppe 40, Wiener Zentralfriedhof